# Paratrichocladius guidalii
Paratrichocladius guidalii är en tvåvingeart som beskrevs av Rossaro 1990. Paratrichocladius guidalii ingår i släktet Paratrichocladius och familjen fjädermyggor.
Artens utbredningsområde är Italien. Inga underarter finns listade i Catalogue of Life.